# Tilo Werner (Schauspieler, 1962)
Tilo Werner (* 1962 in Demmin, Mecklenburg-Vorpommern) ist ein deutscher Theaterschauspieler.

## Leben
Tilo Werner machte zunächst nach dem Abitur eine Ausbildung als Elektromonteur in Neubrandenburg. Ein zunächst geplantes Studium im Fachbereich Energieverteilung/Kraftwerksanlagenbau in Zittau nahm er jedoch schließlich doch nicht auf und arbeitete stattdessen als Elektriker in Berlin.
Nach seinem Schauspielstudium an der Hochschule für Schauspielkunst „Ernst Busch“ Berlin (HFS; Abschluss 1985) hatte er verschiedene Theaterengagements, zu Beginn seiner Karriere u. a. am bat Berlin.
Im November 2004 spielte er bei der Pocket Opera Company in Nürnberg in dem Musiktheater-Stück Das Jahr der Freiwilligen – Standvogel – Eine Pauke. Bei der Landesbühne Hannover spielte er 2009 den Mäusebruder Willi in dem Märchen Anton – Das Mäusemusical von Gertrud Pigor. 2009 und 2010 übernahm er die Rolle des  Bösewichts Abel von Warentin in der Müritz-Saga bei den Freiluftspielen in Waren/Müritz.
Ab der Spielzeit 2011/12 war er festes Ensemblemitglied der Städtischen Bühne Lahnstein. Dort spielte er u. a. den Kurt, die Filmrolle von Oskar Karlweis, in dem  Musical Die Drei von der Tankstelle bei den Burgspielen Lahneck, wieder den Mäusebruder Willi in dem Märchen Anton – Das Mäusemusical, den Esel in dem Weihnachtsstück für Kinder Ox und Esel, die Rollen des Wirts George und des Lord Boxington in My Fair Lady und Wutz, das Schwein in dem Weihnachtsmärchen Urmel aus dem Eis; außerdem wirkte er dort in zwei Boulevardstücken mit. 2013 gastierte er bei den Burgspielen Lahnstein als General Harrison Howell in dem Musical Kiss Me, Kate.
Weitere Engagements hatte er am Neuen Schauspiel Erfurt (2005; als Don Pedro/Schlehwein in Viel Lärm um nichts) und am Theater für Niedersachsen (TfN) in Hildesheim.
Seit der Spielzeit 2014/15 ist Werner festes Ensemblemitglied am Gerhart-Hauptmann-Theater Görlitz-Zittau (GHT). Dort spielte er u. a. den Roberto Miranda in Der Tod und das Mädchen von Ariel Dorfman (Spielzeit 2014/15) und die Rollen Pilot, König, Säufer und Geograph in Der kleine Prinz (Spielzeit 2014/15). Am GHT übernimmt er in der Spielzeit 2015/16 u. a. die Titelrolle in Nathan der Weise, Karl in Der obdachlose Mond von Christoph Klimke (Uraufführung: Februar 2016) und den Rübezahl in Der Berggeist.
Zu Werners Hobbys gehören Literatur und Philosophie. Werner lebte vor seinem Görlitzer Engagement in Koblenz, wo er ebenfalls in einer Boulevardkomödie auftrat.